# Nick Carter
Nicholas Gene Carter (Jamestown, Nueva York, 28 de enero de 1980) es un cantante estadounidense, miembro del grupo pop Backstreet Boys desde 1993. 
A partir de 2002, Carter ha lanzado tres álbumes en solitario, Now or Never, I'm Taking Off y All American durante los descansos entre horarios de Backstreet Boys, y una colaboración con Jordan Knight titulada Nick & Knight. Ha hecho apariciones ocasionales en televisión y protagonizó sus propios reality shows,  House of Carters y I (Heart) Nick Carter. Ganó fama a mediados de la década de 1990 y principios de la década de 2000 como ídolo adolescente. Es el hermano mayor de Angel Carter y de los fallecidos cantantes Aaron Carter, Leslie Carter y Bobbie Jean Carter.

## Primeros años
Nickolas Gene Carter nació en Jamestown, Nueva York, donde sus padres, Jane Elizabeth Schneck (Spaulding de soltera, de casada Carter) y Robert Gene Carter (1952-2017),  tenían un bar llamado Yankee Rebel. Varios años más tarde, la familia se mudó a Ruskin, Florida y administró el Garden Villa Retirement Home, donde se agregaron a la familia Los hermanos de Carter son Bobbie Jean, (12 de enero de 1982 - 23 de diciembre de 2023), Leslie (6 de junio de 1986 - 31 de enero de 2012), y los gemelos Aaron (7 de diciembre de 1987 - 5 de noviembre de 2022) y Angel Carter (nacida el 7 de diciembre de 1987).
El padre de Nick tuvo una hija llamada Ginger Carter (nacida en 1972), de un matrimonio anterior. 
Sus padres se divorciaron en 2003. Su padre se volvió a casar con Ginger R. Elrod (nacida el 5 de diciembre de 1974) en 2014, y tuvo un hijo, Kaden Brent, en 2005.

## Carrera

### Primeros años
Carter comenzó su carrera de actuación y canto a una edad temprana, cuando su madre lo matriculó en clases de canto y actuación en la Escuela de Teatro y Danza de Karl y DiMarco cuando tenía 10 años. Actuó en varios comerciales, como Florida State Lottery y The Money Store. Interpretó el papel principal en la producción de cuarto grado de Phantom of the Opera en Miles Elementary School. También hizo un video educativo llamado «Reach For The Book», un espectáculo llamado «The Klub» y cantó en los juegos en casa de los Tampa Bay Buccaneers durante dos años. También hizo una aparición en la película de 1990 de Johnny Depp, Edward Scissorhands, como un niño jugando en un Slip 'N Slide.
Uno de sus maestros de baile, Sandy, lo colocó en su primer grupo llamado «Nick and the Angels». Entre 1989-1993, Carter cubrió un número variado de canciones populares de otros artistas, incluyendo «Breaking Up Is Hard to Do» y «Uptown Girl» y algunas canciones originales que interpretaría en los eventos. Estas grabaciones terminaron en un lanzamiento no oficial llamado Before the Backstreet Boys 1989–1993 por Dynamic Discs, Inc lanzado en octubre de 2002. Se revela que a través de varias audiciones, Nick conoció a AJ McLean y Howie Dorough y se hicieron amigos.
Después de una crianza problemática, obtuvo una actuación ganadora en New Original Amateur Hour de 1992 a los 12 años. A los 11 años, Carter también realizó una audición para The Mickey Mouse Club de Disney y los Backstreet Boys en octubre de 1992. No fue elegido de inmediato para formar parte de los Backstreet Boys porque su madre Jane quería que se uniera al The Mickey Mouse Club para poder seguir en la escuela. Una semana más tarde, se le pidió unirse al grupo y se le dio la opción de unirse al The Mickey Mouse Club con un contrato de $50,000 o este nuevo grupo de música. Nick eligió ir con el grupo en su lugar. The Mickey Mouse Club fue cancelado unos años después. Después de unirse al grupo, tuvo su propio tutor personal de gira.

### Backstreet Boys
Con tan solo 13 años, Carter, AJ McLean, Brian Littrell, Howie Dorough y Kevin Richardson formaron el grupo pop Backstreet Boys el 20 de abril de 1993. Nick es el miembro más joven. El grupo ha grabado diez álbumes, comenzando a mediados de la década de 1990 con el álbum "Backstreet Boys" 1996, su último álbum de estudio hasta el momento es DNA de 2019. En la actualidad la banda se encuentra en el DNA World Tour, que durará hasta 2021.
En marzo de 2016, el grupo comenzó una residencia exclusiva como cabeza de cartel en Planet Hollywood en Las Vegas llamada Backstreet Boys: Larger Than Life.

### Carrera como solista
En 2002, cuando  Backstreet Boys expresaron un fuerte deseo de dejar su compañía de gestión, The Firm, Carter decidió quedarse con ella para administrar su carrera en solitario. Cuando el grupo comenzó a grabar su nuevo álbum, Nick comenzó a trabajar en su primer álbum en solitario. Now Or Never fue lanzado el 29 de octubre de 2002, alcanzó el puesto 17 en la lista  Billboard 200 y obtuvo el certificado de oro, tanto en Estados Unidos como en Canadá. El sencillo principal, «Help Me» logró un éxito mundial considerable, mientras que el otro sencillo, «I Got You» fue un éxito menor en Europa. El álbum también llegó a las listas en muchos países. También lanzó una gira mundial en apoyo del álbum.
Nick comenzó a trabajar en su segundo álbum como solista en 2003, pero las grabaciones se cancelaron cuando Backstreet Boys regresaron al estudio. Uno de los temas de las sesiones de grabación anteriores se usó como el tema principal de la serie de televisión House of Carters en 2006. "Let It Go" fue escrito por Nick Carter, Matthew Gerrard y Bridget Louise Benenate.
Carter grabó un dúo con la cantante pop Jennifer Paige llamada «Beautiful Lie» en 2009. En 2010, Nick Carter comenzó a grabar nuevas canciones para su segundo álbum en solitario, trabajando con Rami Yacoub, Carl Falk, Toby Gad, Josh Hoge, Claude Kelly, entre muchos otros. El nuevo álbum de Carter titulado I'm Taking Off, se lanzó el 2 de febrero de 2011 en Japón, en Alemania el 3 de junio de 2011 y en Estados Unidos a través de iTunes el 24 de mayo. A partir de junio de 2011, el segundo álbum de Nick alcanzó el número 8 en Japón, vendiendo más de 20,000 copias.
En 2014, Carter grabó un álbum a dúo con Jordan Knight de la boy band, New Kids on the Block, titulado Nick & Knight que debutó en el puesto 24 en los Estados Unidos en el Billboard 200 y el 14 en Canadá. La gira para apoyar el álbum se realizó entre septiembre y noviembre de 2014.
El 22 de septiembre de 2015, Carter lanzó el primer sencillo de su nuevo álbum, titulado «I Will Wait» en Vevo.  El nuevo disco, All American, fue lanzado el 25 de noviembre de 2015. En apoyo del álbum, Carter salió de gira en febrero y marzo de 2016.

### Carrera como actor
En octubre de 2004, Carter interpretó al matón local Brody en el especial de Halloween de ABC Family, The Hollow, junto a Kevin Zegers.
Carter y sus hermanos protagonizaron un reality show de televisión, House of Carters, que se estrenó el 2 de octubre de 2006 en E!. La serie presenta a los cinco hermanos Carter reuniéndose para vivir en la misma casa, así como momentos profundos de sus altibajos.
Hizo dos apariciones en el programa de televisión 8 Simple Rules y también apareció en American Dreams. En 2007, Carter filmó la película independiente Kill Speed con Brandon Quinn, Andrew Keegan, Natalia Cigliuti] Greg Grunberg y Reno Wilson. Originalmente estaba programado para lanzarse en 2008, pero fue lanzado como película directa a video en 2010. En 2012, hizo una aparición especial en 90210. Carter hizo su debut en la película en 2013, apareciendo en la comedia This Is the End junto con el resto de los Backstreet Boys.
En 2014, Carter y su novia, Lauren Kitt, protagonizaron su propio reality show de VH1, I Heart Nick Carter, que se centró en la planificación de su boda de abril de 2014.
En Comic-Con 2015 en San Diego, Carter reveló sus planes para filmar una película que había escrito, y que dirigiría y protagonizaría. Titulada Dead 7, la película se centra en una banda de pistoleros que operan durante una plaga zombi posapocalíptico. La película también está protagonizada por la esposa de Carter, Lauren, y sus compañeros de banda Howie D. y AJ McLean. Además, Joey Fatone y Chris Kirkpatrick de NSYNC, Erik-Michael Estrada de O-Town, Jacob Underwood y Trevor Penick, y Jeff Timmons de 98 Degrees también protagonizarán la película. La película comenzó a rodarse en agosto de 2015 y se mostrará en el canal de Sci Fi en abril de 2016.

### Dancing with the Stars
El 26 de agosto de 2015, se reveló que Carter participaría en la temporada 21 de Dancing with the Stars. Él fue emparejado con la bailarina profesional  Sharna Burgess. Carter y Burgess llegaron a la final del programa y quedaron en segundo puesto, detrás de Bindi Irwin y Derek Hough. Cantó «I Will Wait» en vivo en el final.
| Semana | Baile / Canción                                    | Puntajes de los jueces   | Puntajes de los jueces   | Puntajes de los jueces   | Resultado        |
| Semana | Baile / Canción                                    | C.I                      | J.H.                     | B.T.                     | Resultado        |
| --- | -------------------------------------------------- | ------------------------ | ------------------------ | ------------------------ | ---------------- |
| 1 | Chachachá / «I Don't Like It, I Love It»           | 8                        | 8                        | 8                        | Sin eliminación  |
| 2 | Jive / «Boogie Woogie Bugle Boy»                   | 7                        | 7                        | 7                        | Salvados         |
| 2 | Foxtrot / «Coming Home»                            | 8                        | 8                        | 8                        | Salvados         |
| 3 | Vals vienés / «Did I Make the Most of Loving You?» | 9                        | 91/9                     | 9                        | Salvados         |
| 4 | Jazz / «Everybody (Backstreet's Back)»             | 9                        | 9                        | 9                        | Salvados         |
| 52 | Pasodoble / «Don't Look Down»                      | 9                        | 9/83                     | 9                        | Sin eliminación  |
| 6 | Samba / «You Should Be Dancing»                    | 9                        | 10/104                   | 10                       | Salvados         |
| 7 | Tango argentino / «Bring Me to Life»               | 8                        | 8                        | 8                        | Salvados         |
| 7 | Equipo Freestyle / «This is Halloween»             | 10                       | 10                       | 10                       | Salvados         |
| 8 | Contemporáneo / «Can't Help Falling in Love»       | 10                       | 10                       | 10                       | Salvados         |
| 9 | Quickstep / «A Cool Cat in Town»                   | 9                        | 9                        | 10                       | Salvados         |
| 9 | Rumba en equipo / «Hey Jude»                       | 9                        | 9                        | 9                        | Salvados         |
| 10 (Semifinal) | Tango / «Scars»                                    | 8                        | 8                        | 8                        | Últimos salvados |
| 10 (Semifinal) | Duelo de Samba / «Lean On»                         | No ganaron puntos extras | No ganaron puntos extras | No ganaron puntos extras | Últimos salvados |
| 10 (Semifinal) | Salsa en trío / «No Doubt About It»                | 10                       | 10                       | 10                       | Últimos salvados |
| 11 (Final) | Jive / «Runaway Baby»                              | 10                       | 10                       | 10                       | Últimos salvados |
| 11 (Final) | Freestyle / «Larger Than Life»                     | 10                       | 10                       | 10                       | Últimos salvados |
| 11 (Final) | Salsa & Tango fusión / «Turn Up the Music»         | 10                       | 10                       | 10                       | Segundo puesto   |
| 1Puntaje dado por el juez invitado Alfonso Ribeiro. 2Por los «cambios de pareja», Carter bailó con Witney Carson y Burgess con Andy Grammer. 3Puntaje dado por el juez invitado Maksim Chmerkovskiy 4Puntaje dado por la juez invitada Olivia Newton-John. |                                                    |                          |                          |                          |                  |

## Trabajo de caridad
Carter fue anunciado como el nuevo Embajador especial de las Naciones Unidas para el Año del Delfín (YoD) el 17 de mayo de 2007, en representación del Programa de las Naciones Unidas para el Medio Ambiente, la Convención sobre Especies Migratorias y la Sociedad de Conservación de Ballenas y Delfines. Carter ha declarado que tiene una pasión por el medio ambiente y sus océanos. Ha trabajado con el Programa Ambiental de las Naciones Unidas (PNUMA) y la Red de Acción de Arrecifes de Coral (ICRAN). También ha presionado por estas causas en Capitol Hill.

## Vida personal
En 2012, la hermana de Carter, Leslie, murió de una sobredosis accidental de drogas, y la familia de Carter afirma que antes de su muerte, Leslie sufría de depresión y se volvió adicta a los medicamentos recetados. Nick no asistió al funeral de Leslie debido a una pelea en curso con sus padres.
El 23 de febrero de 2013, Carter le propuso matrimonio a Lauren Kitt, una entrenadora física con la que mantenía una relación estable desde 2008. Se casaron el 12 de abril de 2014 en Santa Bárbara, California.
El 27 de octubre de 2015, varias fuentes revelaron que Nick y su esposa esperaban su primer hijo juntos. El 2 de noviembre anunciaron que esperaban un niño. El 19 de abril de 2016, después de un exitoso nacimiento en el hogar, los dos dieron la bienvenida a su hijo Odin Reign Carter.
En septiembre de 2018 reveló que su esposa había sufrido un aborto. En marzo de 2019 Carter dio a conocer vía Instagram que la pareja esperaba su segundo hijo. Una niña llamada Saoirse Reign Carter, nació el 2 de octubre de 2019. En enero de 2021 hicieron público que estaban esperando su tercer hijo. El 22 de abril del 2021 anuncian el nacimiento de Pearl, su tercera hija.

### Denuncias por abuso sexual
El 19 de noviembre de 2017, Melissa Schuman escribió en un blog detallado que Carter la violó en 2002, cuando ella tenía 18 años y él tenía 22. Estas acusaciones nunca fueron formalizadas mediante denuncia judicial.
Carter niega las acusaciones en la revista Vanity Fair: 
«Estoy conmocionado y entristecido por las acusaciones de la Sra. Schuman [...] Melissa nunca me expresó mientras estuvimos juntos o en ningún momento que cualquier cosa que hicimos no fue consensuada. Seguimos grabando una canción y tocando juntos, siempre fui respetuoso y comprensivo con Melissa tanto a nivel personal como profesional. Esta es la primera vez que escucho estas acusaciones, casi dos décadas después. Es contrario a mi naturaleza causar intencionadamente a alguien incomodidad o daño».

### Problemas de salud
Carter ha reconocido las luchas que tuvo con las drogas y el alcohol. Cuándo le diagnosticaron miocardiopatía se dio cuenta de que podía morir si no hacía cambios importantes en su estilo de vida. Ese fue su punto de inflexión. El cantante le da crédito a Kevin Richardson, miembro de Backstreet Boys, por ayudarlo a cambiar su vida al darle el libro de Norman Vincent Peale, Why Some Positive Thinkers Get Powerful Results. Después de leer ese libro, comenzó un estilo de vida más saludable, diciendo: «Trabajar definitivamente ayudó a mi autoestima, y me ayudó a dejarlo de lado. Empecé a reemplazar el consumo de alcohol y las fiestas... con cosas más saludables como deportes, videojuegos».
Cuando Carter apareció en The Ellen DeGeneres Show el 19 de febrero de 2009, habló sobre su pasado con las adicciones a las drogas y el alcohol.
En diciembre de 2011, Nick apareció en el especial Second Changes de El show del Dr. Phil para hablar sobre su lucha con las drogas y el alcohol, y cómo logró transformar con éxito su vida para mejor. El segmento inspirador condujo a su libro con la editorial del Dr. Phil, Bird Street Books.
En 2013 publicó un libro de sus memorias titulado: Facing the Music and Living to Talk About It.
El 13 de enero de 2016, Carter fue arrestado en Cayo Hueso, Florida, y fue acusado de un delito menor luego de que se le denegara la entrada a un bar debido a altos niveles de intoxicación.

## Discografía
Álbumes solistas
- Now or Never (2002)
- I'm Taking Off (2011)
- All American (2015)

Álbumes colaborativos
- Nick & Knight (2014) (con Jordan Knight)

## Filmografía
| Series de televisión y películas | Series de televisión y películas | Series de televisión y películas | Series de televisión y películas                                                                                                 |
| Año                              | Serie o película                 | Papel                            | Notas |
| -------------------------------- | -------------------------------- | -------------------------------- | --- |
| 1998                             | Sabrina, the Teenage Witch       | Él mismo                         | Episodio: «Battle of the bands»                                                                                                  |
| 1998–1999                        | Saturday Night Live              | Él mismo e invitado musical      | «Julianne Moore/Backstreet Boys» (Temporada 23: episodio 16) «Sarah Michelle Gellar/Backstreet Boys» (Temporada 24: episodio 19) |
| 2002                             | American Dreams                  | Jay Black                        | Episodio: «Soldier Boy» |
| 2002                             | Arthur                           | Él mismo                         | Episodio: «Arthur, It's Only Rock and Roll» Voz de invitado                                                                      |
| 2002                             | All That                         | Él mismo                         | Presentación |
| 2002                             | Sesame Street                    | Él mismo                         | Apareció con Aaron Carter |
| 2002                             | Sesame Street                    | Él mismo                         | Apareció con los Backstreet Boys                                                                                                 |
| 2003                             | 8 Simple Rules                   | Ben Hatcher                      | Temporada 1: Episodios 17 y 18                                                                                                   |
| 2003                             | Punk'd                           | Él mismo                         | Temporada 2 |
| 2004                             | The Hollow                       | Brody                            | Película de televisión de ABC |
| 2005                             | The Ellen DeGeneres Show         | Él mismo                         | Invitado musical con los Backstreet Boys                                                                                         |
| 2006                             | House of Carters                 | Él mismo                         | Reality show |
| 2010                             | Kill Speed                       | Capataz                          | Directo a vídeo |
| 2010                             | The Pendant                      | Barrett                          | Actor y director |
| 2011                             | Dr. Phil                         | Él mismo                         | Entrevista y una presentación de «Burning Up»                                                                                    |
| 2012                             | 90210                            | Él mismo                         | Invitado especial |
| 2012                             | Late Night with Jimmy Fallon     | Él mismo                         | Invitado musical con Backstreet Boys                                                                                             |
| 2013                             | This Is the End                  | Nick Carter                      | Con los Backstreet Boys, cantando «Everybody (Backstreet's Back)»                                                                |
| 2014                             | I (Heart) Nick Carter            | Él mismo                         | Reparto principal |
| 2015 2017                        | Dancing with the Stars           | Él mismo                         | Concursante en la temporada 21 Juez invitado en la semana 6 de la temporada 24                                                   |
| 2016                             | Dead 7                           | Jack                             | Actor y escritor |
| 2017                             | Boy band                         | Él mismo                         | Juez |

## Otras lecturas
- Carter, Nick (2013). Facing the Music and Living to Talk About It. Bird Street Books. ISBN 9781939457882.